# 의사소통 교수법
의사소통 교수법(意思疏通敎授法, communicative language teaching, CLT) 또는 의사소통 중심적 교수(意思疏通中心的敎授)는 의사소통을 중요시하는 언어 교수법이다. 이 교수법은 1970년대 전반기 다양한 영역별 상황을 바탕으로 등장하였는데, 그 정황을 간단히 살펴보면 다음과 같다. 

## 사회적-정치적 영역
외국어 지식의 수요가 끊임없이 증대된 것은 제2차 세계 대전 후 몇 년 동안 군사적, 문화적, 경제적 동맹으로 유럽 국가들이 연합하면서부터였다. 직업과 여가(관광)에서 유동인구의 증가와 소통매체 (예를 들어 전화기, 라디오, TV)의 급속한 발달도 외국어 지식의 수요가 점차 확대되는 데 많은 기여를 하였다. 독일 경우를 보면, 50년대와 60년대 보수 지향적인 교육정책이 사민당-자유당 연정으로 교체된 이후에(1969) "개혁분위기"로 바뀌었는데 새로운 사회 모델과 새로운 교육정책 이념이 논의되었다. 

## 외국어 학습자의 새로운 집단
외국어 학습은 50년대까지만 해도 여전히 상급 교육의 특권이었다. 당시에 외국어를 배울 수 있었던 집단은 특히 김나지움 학생들이었다. 이는 60년대에 와서 근본적으로 변화하였다. 예를 들어 독일에서는 60년대 중엽에 영어가 모든 학생들을 위한 학과목으로 도입되었다. 동시에 학교 밖과 학습조건이 김나지움 학생들과는 전혀 달랐기 때문이다. 목표설정과 수업방법에서 새로운 목표집단을 주목해야 한다는 필요성은 독일에서 외국어 교수법과 방법론 개발에 많은 영향과 변화를 가져왔다. 

## 관련 학문
외국어 수업의 목표설정을 개정하게 된 결정적인 동기는 '실용언어학'의 개입에 있었다. 이것은 언어를 언어 형태의 체계로 보지 않고 인간 행위의 한 부분으로 본다. 같은 시기에는 구청각방법/시청각방법(직접교수법)의 학습이론에 대한 비판이 일어났다. 외국어학습은 행동 프로그램화로 추구될 수 없고 오히려 의식적, 창조적 과정이라는 것이다. 70년대 초부터 외국어 수업에 영향을 미친 이러한 새로운 자극이 생기면서 먼저 수업 목표설정에 대한 집중적인 토론이 있었다. 그리하여 의사소통능력이라는 포괄적인 교수목표를 실행에 옮길 수 있는 새로운 교과과정 규정이 마련되었다.

## 의사소통 교수법의 목표
70년대 초 외국어 교수법과 방법론의 새로운 방향설정에 대한 토론에서 주된 관심은 다음의 두 가지 관점이 서로 의미있게 접목될 수 있느냐는 것이다. 곧 '실용적 관점'과 '교육적 관점'이었다.
외국어를 학습할 때 실용적인 목표를 깊이 고려해야 한다는 필요성은 사회-정치영역의 발전에서 시작되었다. 현대 외국어는 배우는 이유가 다른 사람과 소통하고 목표어 국가에서 잘 지내며 사람들과 이야기를 나누고 TV방송, 라디오 프로그램, 신문, 서적을 이해하기 위한 것이다. 이러한 내용이 수업의 목표가 된데에는 구청각방법이 주도적인 역할을 하였다. 의사소통 교수법은 실용적 영역에서 보면 구청각방법/시청각방법으로부터 중요한 자극을 받았으며 이를 계속 발전시킨 것을 볼 수 있다. 외국어의 문법지식이나 지역사정/문화영역의 지식읜 외국어 학습의 본래 목표가 아니다. 오히려 중요한 것은 학생이 외국어 지식을 일상생활에서 응용하는 법을 배우는 것이다. 

## 수업원칙
1. 학습과정을 내용면에서 방향을 설정한다: 학습자가 겪게 될 낯선 세계에서의 방향을 잡아주고 자신의 세계에서 새로운 관점을 발전시켜 나가도록 학습자에게 도움을 준다.
2. 학습자의 적극성: 학습자는 지식으로 채워져야 할 '빈 그릇'이 아니라 학습 과정의 능동적인 파트너로 즉 의식적(인지적)이고 자기 발견적인 학습을 해야 하고 외국어와 창조적인 교제를 하도록 자극을 받아야 한다. 학습 과정 자체가 수업에서 학습목표이자 대상이 된다.
3. 전통적인 수업방식(교사는 강의하고 학생은 지적받을 때에만 뭔가를 말하는 방식)은 다양한 형태의 개별작업, 파트너작업, 집단작업을 통해 변화된다.
4. 교수역할도 새로운 시각으로 바라보게 된다. 교사는 지식전달자나 매체기술자라기보다는 오히려 학습과정의 조력자이다.
5. 교수자료의 개념도 폐쇄적이고 프로그램화된 교수체계가 아니라 어떤 곳에서도 각 학습 집단의 목표와 요구에 따라 적응되고, 변형되고, 확장되고, 보충될 수 있는 '개방적으로' 구상된 교수자료를 찾고자 한다.

## 실용-기능방안에서의 수업방법
구청각방법/시청각방법은 '일상생활'에서 외국어 사용, '문어체보다는 구어체 우선'에 대한 실용적인 면을 고려하는 것이 중요한 자극제가 되었으며 의사소통교수법도 이와 접목되고 있다. 구청각방법이 교수법 방안에서 해결할 수 없었던 어려움은 언어사용을 위한 목표와 언어 '형태'의 분석과 기술을 토대로 한 언어학(구조주의) 사이의 모순이었다. 이로써 구청각/시청각 방법의 교과서에는 부자연스럽고 딱딱하게 느껴지는 대화가 자주나왔다. 이는 어떻게해서든지 언어 형태의 문법과제를 자연스러운 언어상황에 강제로 넣고자 했기 때문이며 연습문제에도 언어형태의 정확성에만 집착한 것이 자주 나타났다. 외국어 수업이 이러한 딜레마로부터 벗어난 것은 60년대에 실용언어학 내지 화용론에서 새로운 언어학의 토대가 마련되면서부터이다. 
실용언어학은 언어를 형태체계로 보지 않고 인간의 행위로 본다. 그러므로 인간이 언어를 상호소통의 도구로 이용할 때 인간이 언어로 무엇을 행하는가를 연구한다. 실용언어학의 도움으로 언어기능의 개념이 발전되었다. 이 개념의 목표는 수업시간에 배운 것을 일상생활의 의사소통상황에 되도록 신속하고 확실하게 적용하는 일이다. 특히 실용언어학에 의해 만들어진 '발화의도' 체계는 외국어 교수법에서 상당한 주목을 받았고 학습목표 결정과 교수자료 구성에 지속적인 영향을 미쳤다. 
실용기능방안에서 문법 전개를 구상할 때 한 단원이 두세 번 발화의도를 다루게 되고 다음으로 다양한 언어형태를 언어화 모형으로 도입하고 또한 학습자들이 이미 알고 있는 다른 발화가능성도 함께 수집하도록 한다. 이런 식으로 수업시간내에 점점 더 많은 표현이 등장하게 된다. 그러나 실용기능방안에서는 문법 전개만 바뀌는 것이 아니라 개별 문법과제의 비중도 변화한다. 일상상황에서 의사소통하기 위해서는 능동적으로 말해야하고 외국어 문법을 전부 알 필요는 없다. 대화체 언어는 기본적으로 단순한 문장구조와 문장들을 병렬식으로 배열하는 경향이 있으므로 학습집단이 가장 빠르게 대화능력을 갖추려 할 때에는 어떤 문법사항을 선택할 것인지 결정할 수 있다. 이를 위해 듣고 이해하기, 읽고 이해하기를 위한 각각의 특수한 교수법과 방법론을 개발할 필요가 있다. 
| 전통적 전개과정                                | 실용-기능면을 고려한 전개과정 |
| ---------------------------------------------- | --- |
| 현재형, 과거형, 완료형, 과거완료형, 미래완료형 | 현재형,완료형(과거사실에 대해 이야기할 때 사용), 과거형(주로 신문 텍스트 읽기에 사용), 과거완료형(비중 거의없음), 미래형(독일어에서는 미래사실이 미래형보다 시간부사 등을 통해 더 많이 표현되므로 비중이 거의 없음) |

## 같이 보기
- 문법 번역식 교수법
- 문법 교수
- 러닝 바이 티칭
- 과제 중심 교수법